# Stan Godrie
Stan Godrie (Breda, 9 de enero de 1993) es un ciclista neerlandés. También destaca en ciclocrós como demuestra su victoria en el Ciclocross de Igorre de 2016.

## Palmarés
2014
- 1 etapa de la Kreiz Breizh Elites

2016
- Ciclocross de Igorre